# 2020년 하계 올림픽 튀니지 선수단
2020년 하계 올림픽 튀니지 선수단은 2021년 일본 도쿄에서 열린 2020년 하계 올림픽에 참가한 올림픽 튀니지 선수단이다.
튀니지는 2020년 도쿄 하계 올림픽에 출전했다. 원래 2020년 7월 24일부터 8월 9일까지 열릴 예정이었던 올림픽은 코로나19 범유행으로 인해 2021년 7월 23일부터 8월 8일로 연기되었다. 튀니지 선수들은 1960년 공식 출범 이후 미국이 주도한 보이콧에 대한 국가의 부분적인 지지로 인해 모스크바에서 열린 1980년 하계 올림픽을 제외하고 모든 하계 올림픽에 출전했다.

## 출전 선수
| 종목   | 남자 | 여자 | 전체 |
| ------ | ---- | ---- | ---- |
| 양궁   | 1    | 1    | 2    |
| 육상   | 2    | 1    | 3    |
| 복싱   | 0    | 2    | 2    |
| 카누   | 2    | 2    | 4    |
| 펜싱   | 2    | 6    | 8    |
| 유도   | 0    | 3    | 3    |
| 조정   | 0    | 2    | 2    |
| 요트   | 1    | 3    | 4    |
| 사격   | 1    | 1    | 2    |
| 수영   | 2    | 0    | 2    |
| 탁구   | 1    | 1    | 2    |
| 태권도 | 1    | 0    | 1    |
| 테니스 | 0    | 1    | 1    |
| 배구   | 12   | 0    | 12   |
| 역도   | 3    | 2    | 5    |
| 레슬링 | 6    | 4    | 10   |
| 전체   | 34   | 29   | 63   |

## 같이 보기
- 올림픽 튀니지 선수단